# Plat dambordje
Plat dambordje (Circinaria calcarea) is een korstmossoort uit de familie Megasporaceae. 

## Determinatie
Plat dambordje is een korstvormig korstmos. Het thallus is dik, cirkelvormig en heeft een witachtige, bleekgrijze of okerachtige kleur; in natte en zeer vochtige omstandigheden kan het een heldergroene kleur krijgen. Het thallus kan zijn omgeven door een donker prothallus. Qua structuur bestaat het thallus uit areolen, die naadloos in elkaar overvloeien en zijn opgedeeld door fijne barstjes in een groot aantal eilandjes. In deze eilandjes zijn de apotheciën zichtbaar als kleine, zwarte, kratervormige puntjes. De apotheciën zijn hoekig tot stervormig, ingezonken en vaak deels wit berijpt. De apotheciumrand is opvallend opgericht en heeft dezelfde kleur als het thallus.
Als het thallus niet wordt verstoord kan deze 30 jaar oud worden en een grootte van 30 cm bereiken. Het thallus wordt gegeten door onder andere slakken.
Dit korstmos vertoont geen determinerende kleurreacties.

### Gelijkende taxa
Plat dambordje lijkt soorten uit het geslacht granietkorst (Lecidea), maar deze hebben een donkere apotheciumrand. Verder is de soort te onderscheiden van rond dambordje (Circinaria contorta) door de scherpe rand.

## Ecologie
Plat dambordje groeit vooral op horizontale oppervlakken van goed belichte, harde, kalkhoudende steen, zoals oude grafzerken en dijkbekleding.

### Syntaxonomie
In de syntaxonomie staat plat dambordje te boek als kensoort voor de dambordjes-associatie.

## Verspreiding
In Nederland is het een vrij zeldzame tot vrij algemene soort die door het gehele land voorkomt. Het staat niet op de rode lijst en is niet bedreigd.

## Fotogalerij

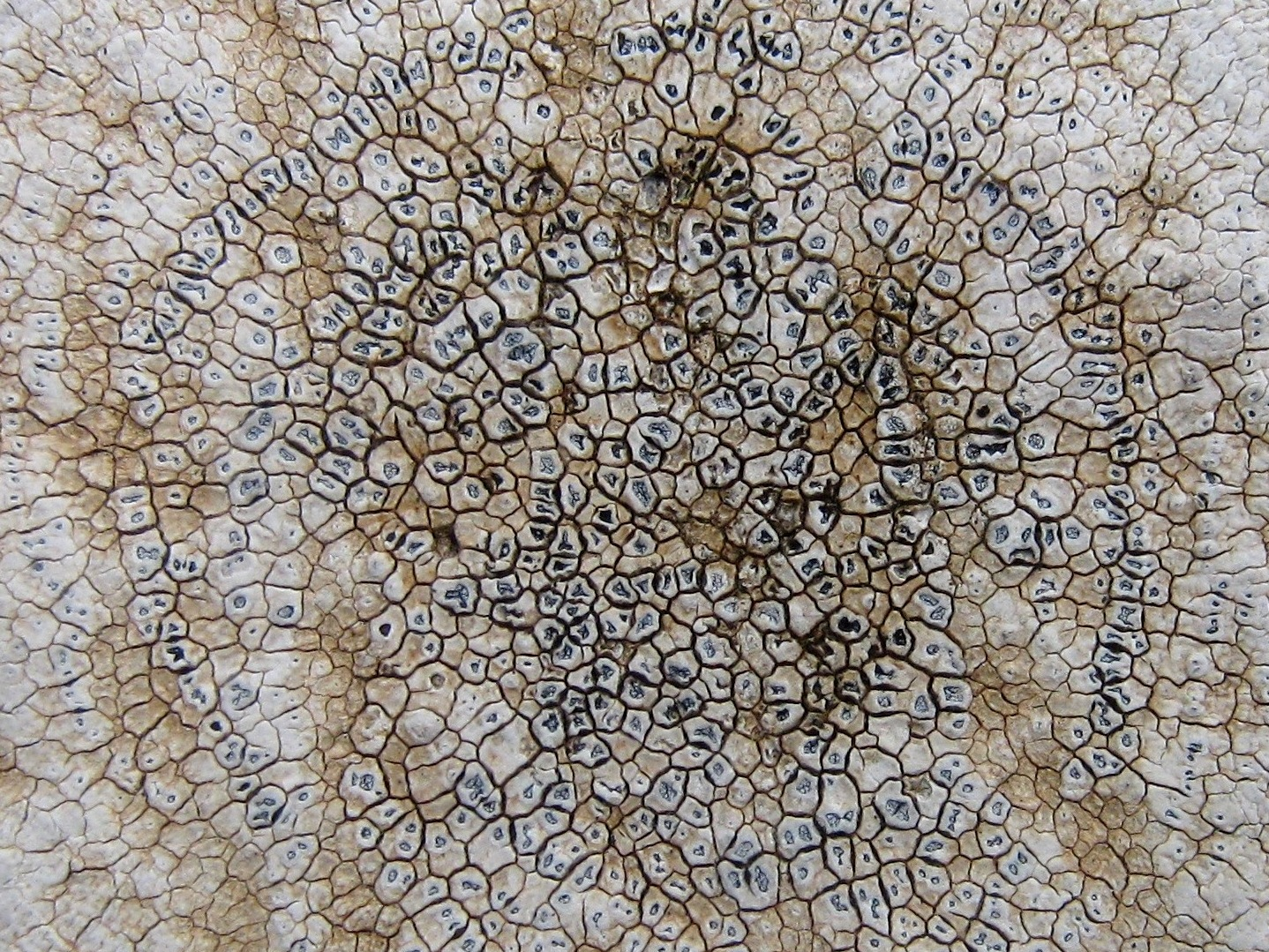
Apotheciën
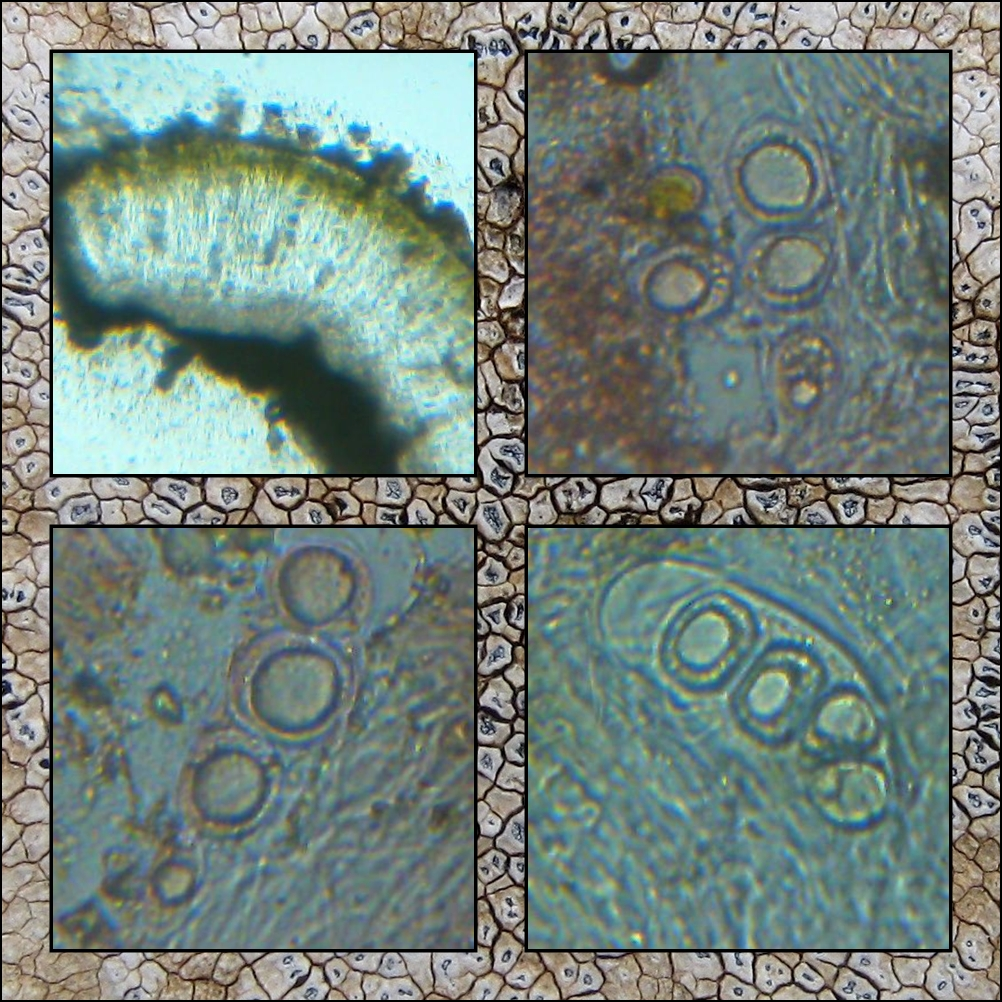
Microscoopopname